# Delirium tremens

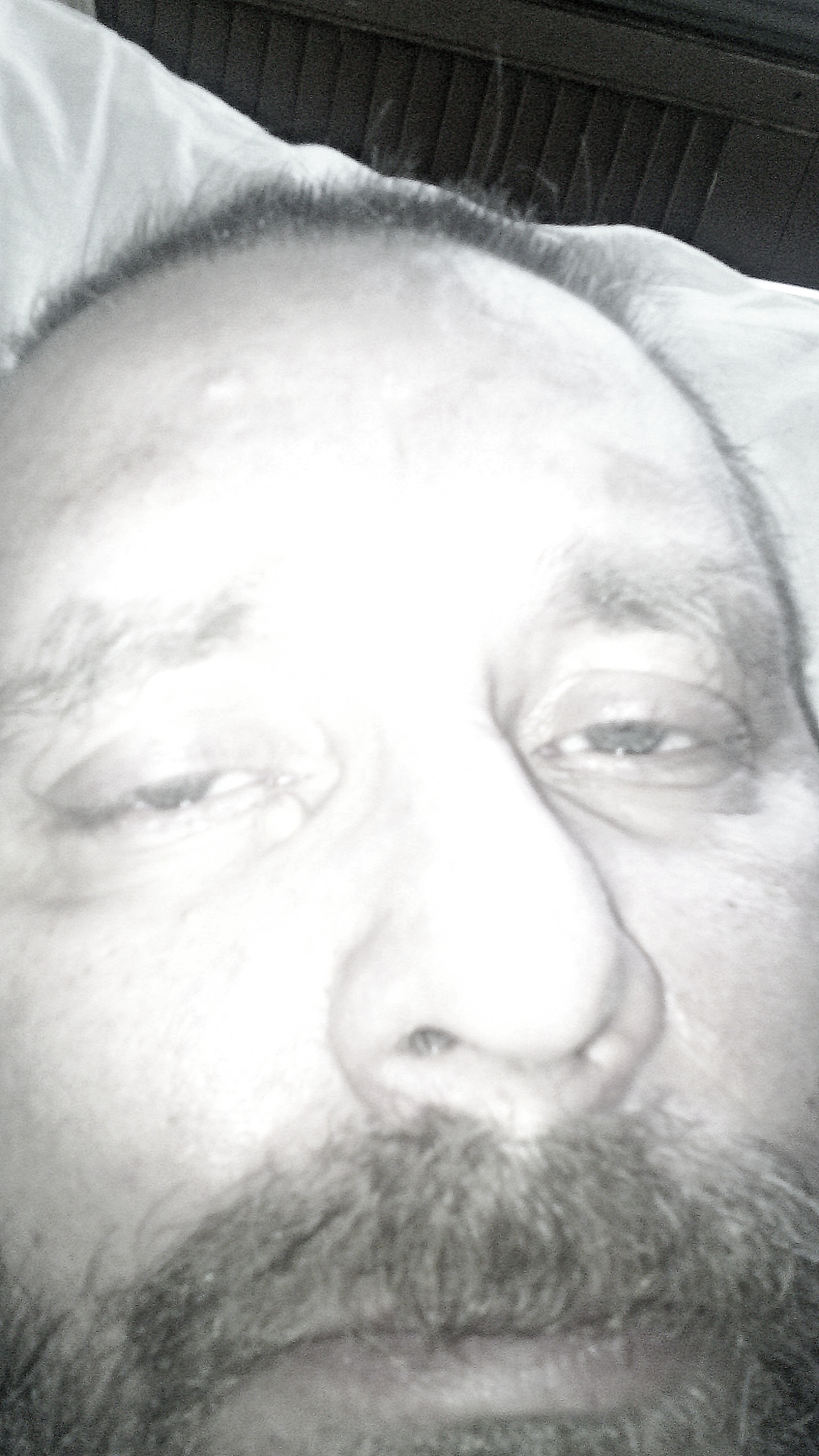
Delirium tremens

A delirium tremens (latin kifejezés, jelentése „remegő önkívület”) idült alkoholistáknál fellépő, állandó reszketéssel, súlyos érzékcsalódásokkal és téveszmékkel járó elmebántalom.

## Rövid leírás
A delirium tremens súlyos alkoholmegvonásos tünetegyüttes, mely mindenképpen kórházi kezelést (gyakran intenzív ellátást) igénylő életveszélyes állapot. A hosszú idejű és nagy mértékű alkoholfogyasztás abbahagyása vagy jelentős csökkentése után alakul ki az alkoholbetegek kb. 15%-ában. Lefolyása során különböző pszichés, vegetatív idegrendszeri izgalmi és testi tünetek alakulnak ki, ezért az életfunkciók észlelése, folyamatos felügyelete szükséges.

## Mérgezés
Néhány növény alkaloidja olyan hatást gyakorol a szervezetre, amely delirium tremens-szerű állapotot eredményezhet. Például: csattanó maszlag (atropin), maszlagos nadragulya (atropin, belladonin), mák (ópium). Ezt az fázist megelőzheti izgalmi és/vagy düh állapot. A kezelése eltér az alkohol okozta delirium tremenstől, ugyanis ebben az esetben a mérgezés megszüntetése az elsődleges.

## Okok
Az alkoholmegvonásos delirium tremens kialakulásának hátterében álló okok még nem teljesen tisztázottak.
Számos idegrendszeri biokémiai változást figyeltek meg alkoholelvonás és delirium tremens során, és ezek az észlelt tünetekkel összefüggésbe hozhatóak.
A megvonás során észlelt tünetek nagy részének alapja a fokozott központi idegrendszeri ingerlékenység, melynek kialakulásában kutatások az agyi GABA- (gamma-aminovajsav) és a glutamát-rendszer szerepét hangsúlyozzák. A fent említett neurotranszmitterek és receptor rendszerek közül a GABA-erg idegsejtek a központi idegrendszer fő gátló rendszerét képviselik, míg a glutamát a központi idegrendszer fő izgató anyaga. E két rendszer egyensúlyának felborulása, aktivitásának eltérései állhatnak a megvonáskor gyakran észlelt görcsaktivitás növekedésének hátterében, míg a katekolaminoknak nevezett biokémiai anyagok rendszerének (noradrenalin, dopamin) zavara okozhatja az olyan tüneteket mint például nyugtalanság, zavartság, hallucinációk, a vegetatív idegrendszer labilitása.
A fent leírt receptorokra hatnak még az altatók, illetve a nyugtatók, ezért azok elvonása is hasonló tüneteket okoz.
A delirium tremens kialakulásában szereplő további tényező lehet a szervezet folyadék- és elektrolitháztartásának (pl. kálium-, magnézium-, kalciumionok szerepe), valamint az agyi vérátáramlás és folyadéktartalom változásai, melyeket az utóbbi időben képalkotó vizsgálatokkal kutatnak.

## Tünetek és diagnózis
A megvonási tünetek rendszerint 12-48 órával az alkoholfogyasztás abbahagyása vagy jelentős csökkentése után kezdődnek, a delirium tremensre jellemző tünetcsoport többnyire 3-8 nappal az ivás abbahagyását követően lép fel.
Először leggyakrabban szorongás, durva hullámú végtagremegés jelentkezik, mely a későbbiekben a fejre és a törzsre is átterjedhet, emellett erőteljes izzadás kezdődik. Egyes esetekben megvonásos görcsroham (alkalmi epilepsziás roham) is jelentkezhet. Növekvő zavartság, teljes tájékozatlanság, majd a gondolkodás teljes széttöredezettsége, alvászavar, jelentős nyugtalanság is megfigyelhető, gyakoriak az illúziók, hallucinációk, melyek leggyakrabban látási érzékcsalódások (pl. gyakran kígyó, bogár, pók stb.), s nem ritkán rettegést váltanak ki. A vegetatív idegrendszer labilitása, izgalmi tünetei is társulnak az alkoholmegvonásos delirium tremens tünettanához (még kifejezettebb izzadás, szapora szívverés, magas vérnyomásértékek, láz), ami a delirium tremens súlyosbodásával párhuzamosan fokozódik.
A diagnózis a jellegzetes klinikai tünetek és laboratóriumi vizsgálatok alapján állapítható meg. A laboratóriumi leletek a máj-, hasnyálmirigy működési zavarát, ion- és folyadékháztartás egyensúlyának eltolódásait, és egyéb anyagcserezavarokat is mutathatnak. Társuló betegségek vagy szövődmények a delirium tremens klinikai tüneteit és lezajlását módosíthatják. Az esetleges szövődmények felismerését a képalkotó eljárások (röntgen, CT, MRI) mellett a laboratóriumi vizsgálatok is segítik.

## Kezelés
A delirium tremens mindenképpen kórházi kezelést, gyakran intenzív ellátást igénylő életveszélyes állapot.
Fontos a vitális funkciók (szív, keringés) ellenőrzése, szükség esetén támogatása, folyadék-ion háztartás egyensúlyának fenntartása, folyadékveszteség pótlása, az anyagcserezavarok rendezése. Az alkoholizmus következtében kialakuló vitaminhiány pótlására nagy dózisú vitamin (elsősorban B-vitamin) adása szükséges.
A fokozott központi idegrendszeri ingerlékenység csökkentésére ma főként a benzodiazepin készítményeket alkalmazzák. Alkoholmegvonási alkalmi, esetleg halmozódó epilepsziás rosszullétek jelentkezése esetén antiepileptikumokat (pl. karbamazepint) is használnak. Érzékcsalódások, nagyfokú nyugtalanság jelentkezése esetén antipszichotikus gyógyszereket is alkalmaznak a tünetek enyhítésére. Gyulladásos szövődmény (pl. tüdőgyulladás) jelentkezése esetén antibiotikumok adása is szükségessé válhat.

## Gyógyulási esélyek
A delirium tremensre jellemző tünetcsoport többnyire 3-8 nappal az ivás abbahagyását követően lép fel és általában 2-4 napig, szövődményes esetben tovább is tarthat. Régebben a halálozási arány a 15-20%-ot is elérte a szövődmények miatt (pl. keringési elégtelenség, tüdőgyulladás, vese-, illetve májműködési elégtelenség), a korai diagnózis és kezelés fejlődése következtében ez a szám ma már csak néhány százalék. A delirium tremens lezajlását követően néhány esetben átmeneti szellemi hanyatlás vagy Korszakov-szindróma alakulhat ki. Ezen kívül alvászavar, szorongás, depresszió, ingerlékenység, érzelmi labilitás jelentkezhet hosszú időn keresztül (akár 3-12 hónapon át), néhány esetben ezek a tünetek krónikussá is válhatnak.

## Kezelés
A gyógyszeres kezelése tüneti és szupportív. Általában a beteget benzodiazepinekkel (diazepám (Valium), lorazepám (Ativan) vagy oxazepám (Serax)) szedálják, extrém esetekben antipszichotikumokat (haloperidol) adnak neki, amíg a tünetek enyhülnek. A környezeti hatások ellenőrzése sokat segíthet. A beteget világos, nyugodt helyen kezelik, hogy minimalizálják a vizuális hallucinációkat.

## További információ
- Balogh Endre: De delirio tremente potatorum dissertatio inauguralis medica. Pest, 1841. Online